# Caspoggio
Caspoggio – miejscowość i gmina we Włoszech, w regionie Lombardia, w prowincji Sondrio.
Według danych na rok 2004 gminę zamieszkiwało 1585 osób, 264,2 os./km².